# نوط السلام
نوط السلام هو من الأوسمة العراقية التي صدرت عام 1970 ومنح للعسكريين والمدنيين الذين بذلوا جهدا في اتفاقية اذار عام 1970 بين الحكومة العراقية والأكراد في شمال العراق بعد حرب كردستان العراق الأولى. ويكون على 3 درجات. ولقد ألغي هذا النوط عام 2012.